# Петренко Катерина Анатоліївна
Катери́на Анато́ліївна Петре́нко (1898, місто Твер, тепер Російська Федерація — 1970, місто Чортків Тернопільської області) — українська радянська діячка, заслужена вчителька Української РСР, вчителька Чортківської середньої школи № 2 Тернопільської області. Депутат Верховної Ради УРСР 2—4-го скликань (1947—1959).

## Біографія
Народилася у родині службовця. У 1919 році закінчила гімназію у місті Твері. Трудову діяльність розпочала у 1919 році вихователькою Лучанського дитячого будинку на Сумщині.
З 1920 по 1931 рік працювала вчителькою початкової школи на хуторі Лука поблизу міста Суми. Вчителювала також у місті Путивлі та селі Дубов'язівці на Сумщині, у селі Дмитрівці на Чернігівщині. До 1941 року — вчителька старших класів Чортківської середньої школи Тернопільської області
Під час німецько-радянської війни перебувала в евакуації, завідувала дитячим будинком у Мордовській АРСР. Член ВКП(б).
З 1945 року — на Тернопільщині, працювала вчителькою Зборівської середньої школи. Потім — вчителька Чортківської середньої школи № 2 Тернопільської області, де пропрацювала понад 20 років.
Потім — на пенсії у місті Чорткові Тернопільської області.

## Нагороди
- орден Леніна (1954)
- орден Трудового Червоного Прапора
- медаль «За доблесну працю у Великій Вітчизняній війні 1941—1945 років»
- медалі
- значок «Вчителя-відмінника»
- заслужена вчителька школи Української РСР (1946)